# Mindel Trench British Cemetery
Le Mindel Trench British Cemetery est un cimetière militaire de la Première Guerre mondiale, situé sur le territoire de la commune de Saint-Laurent-Blangy, dans le département du Pas-de-Calais, au nord-est d'Arras. Trois autres cimetières britanniques sont implantés dans la commune : Bailleul Road East Cemetery, Bailleul Road West Cemetery et  Hervin Farm British Cemetery.

## Localisation
Ce cimetière est situé à 1 km au nord-est de l'agglomération, rue Louise-Michel. À l'origine implanté en pleine campagne, ce cimetière se retrouve aujourd'hui au milieu des habitations.

## Histoire

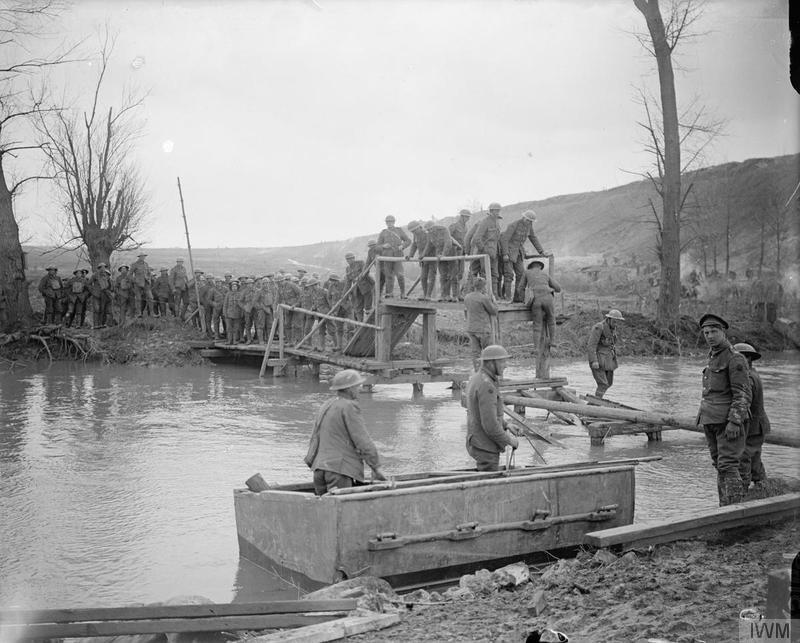
Soldats britannniques franchissant la Scarpe sur un pont improvisé à Blangy en Avril 1917.

En mars 1916, la moitié ouest du village (du côté d'Arras) fut prise par les troupes britanniques alors que la partie est resta aux mains des Allemands. Le bourg, dont la plupart des habitants dont la plupart avaient été évacués, fut donc traversé par la ligne de front.
La tranchée (connue des Allemands sous le nom de Mindel Trench et appelée en 1918 McLaren Trench) fut prise par la 9e division (écossaise) le 9 avril 1917, premier jour de la bataille d'Arras et le cimetière fut aménagé juste à côté de la tranchée après la bataille.
Il fut utilisé par les unités combattantes et les ambulances de campagne jusqu'en septembre 1918.
Le cimetière britannique de Mindel Trench comporte 191 sépultures de la Première Guerre mondiale, dont neuf non identifiées,.

## Caractéristiques
Ce cimetière a un plan rectangulaire de 35 m sur 20 et est clos par un muret de silex sur un socle en moellons.
Le cimetière a été conçu par l'architecte britannique Noel Ackroyd Rew  (d) .

## Galerie

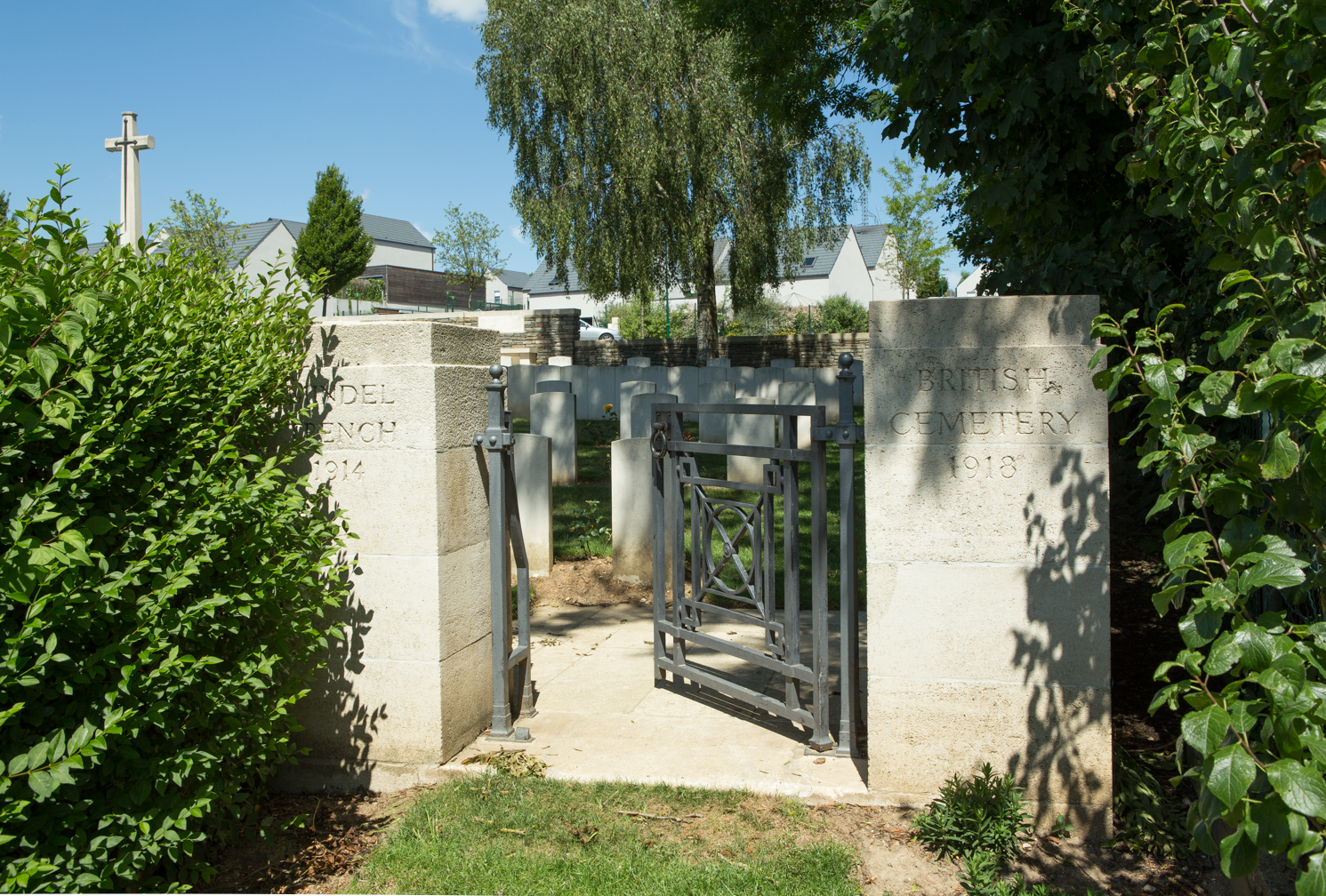
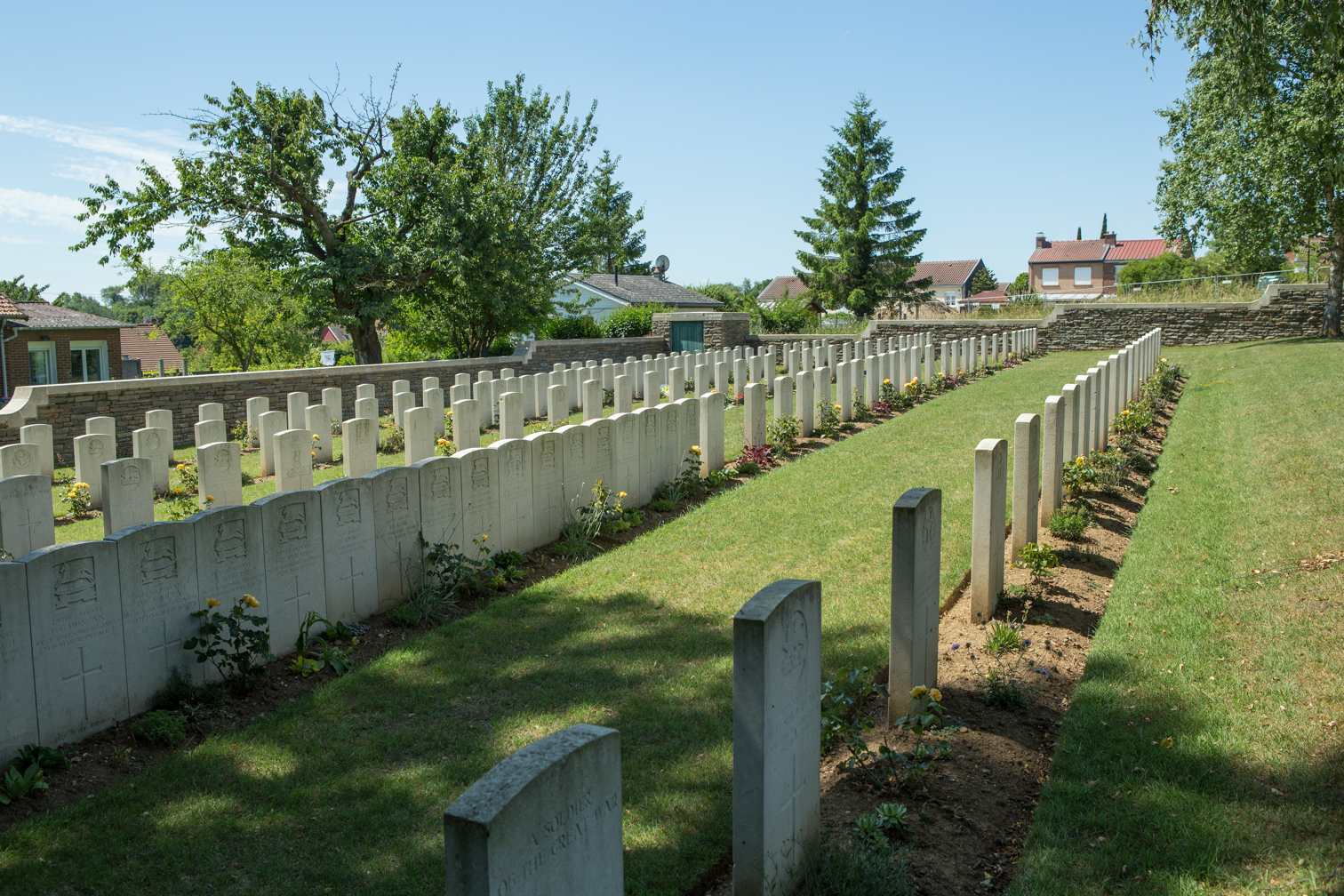
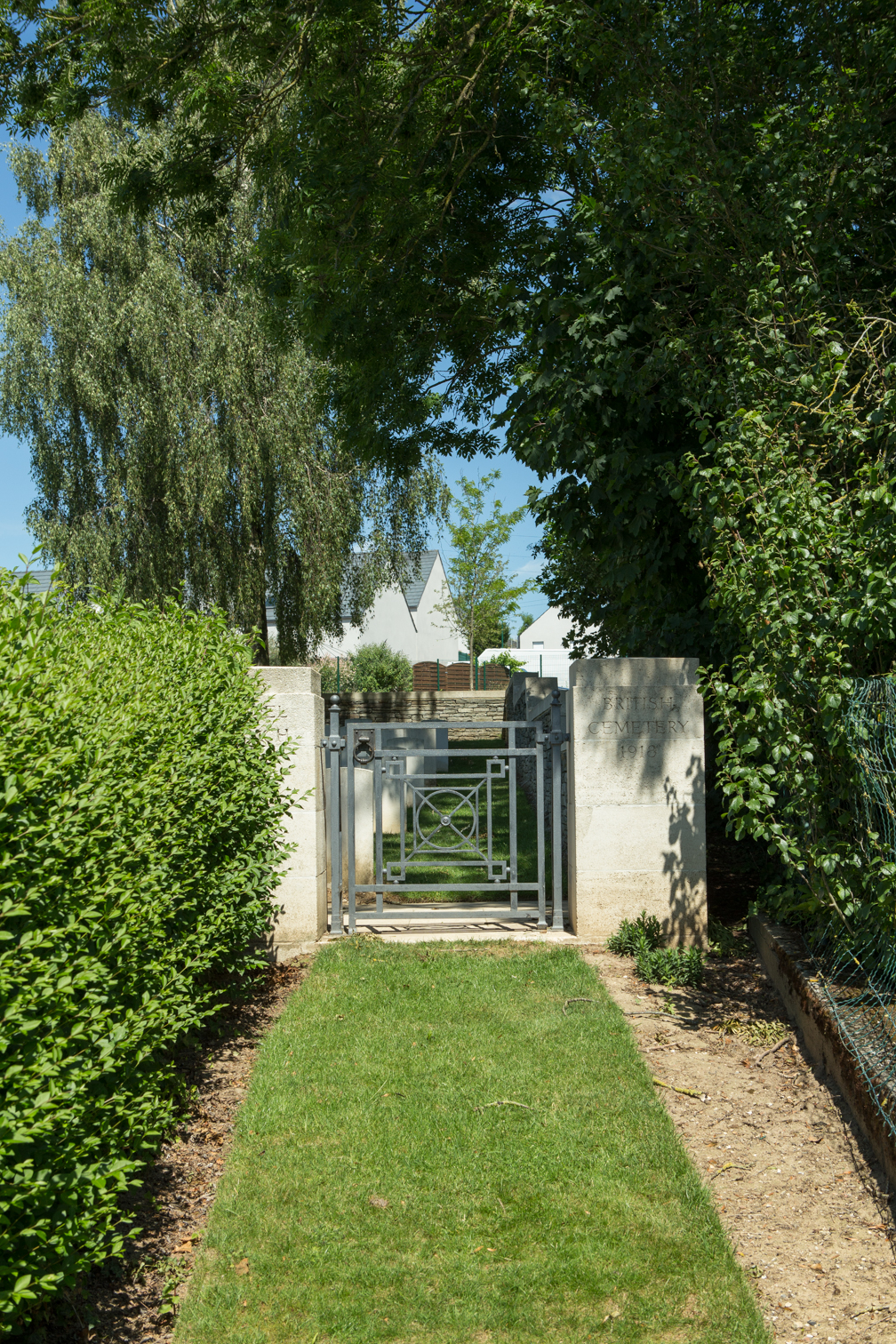
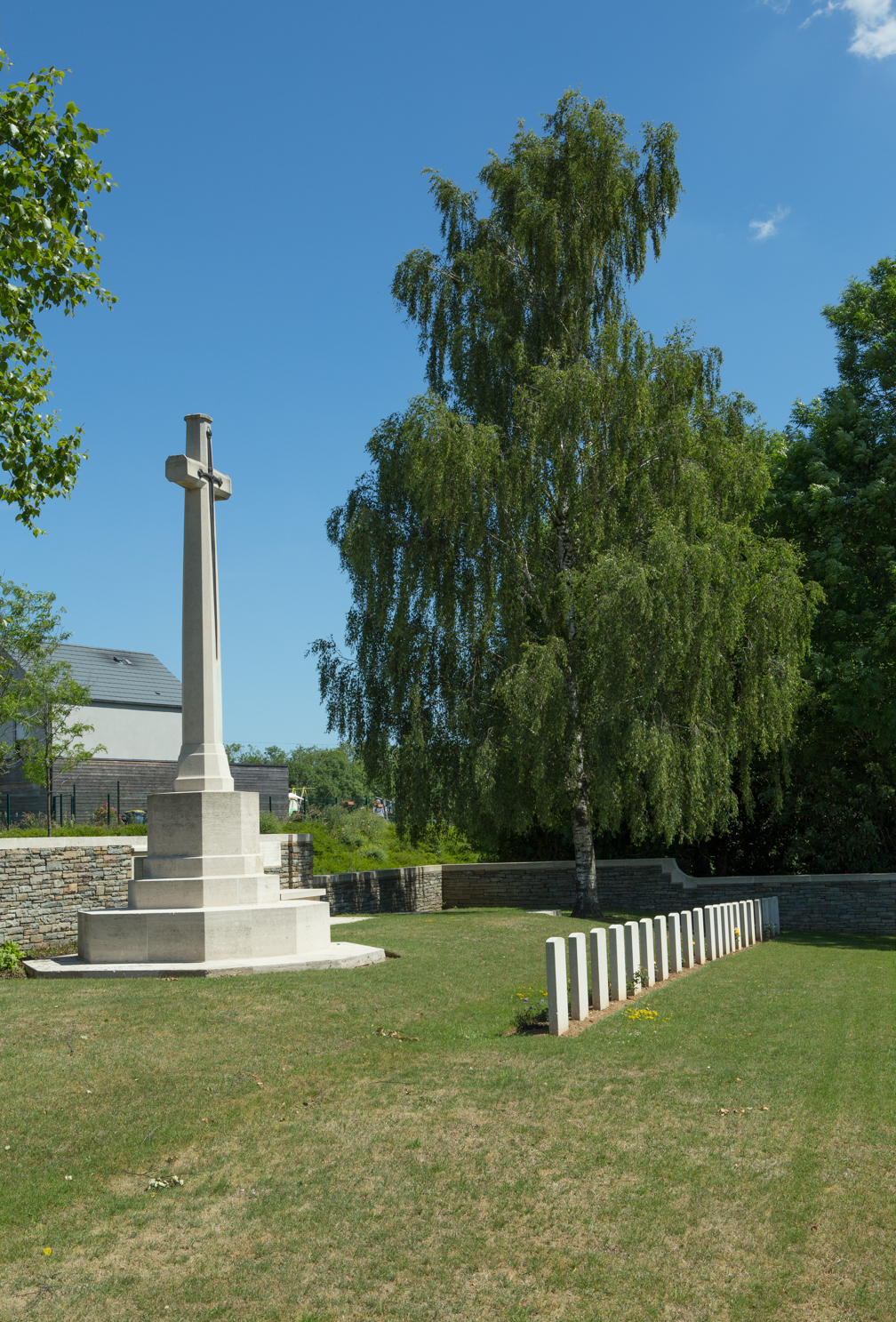
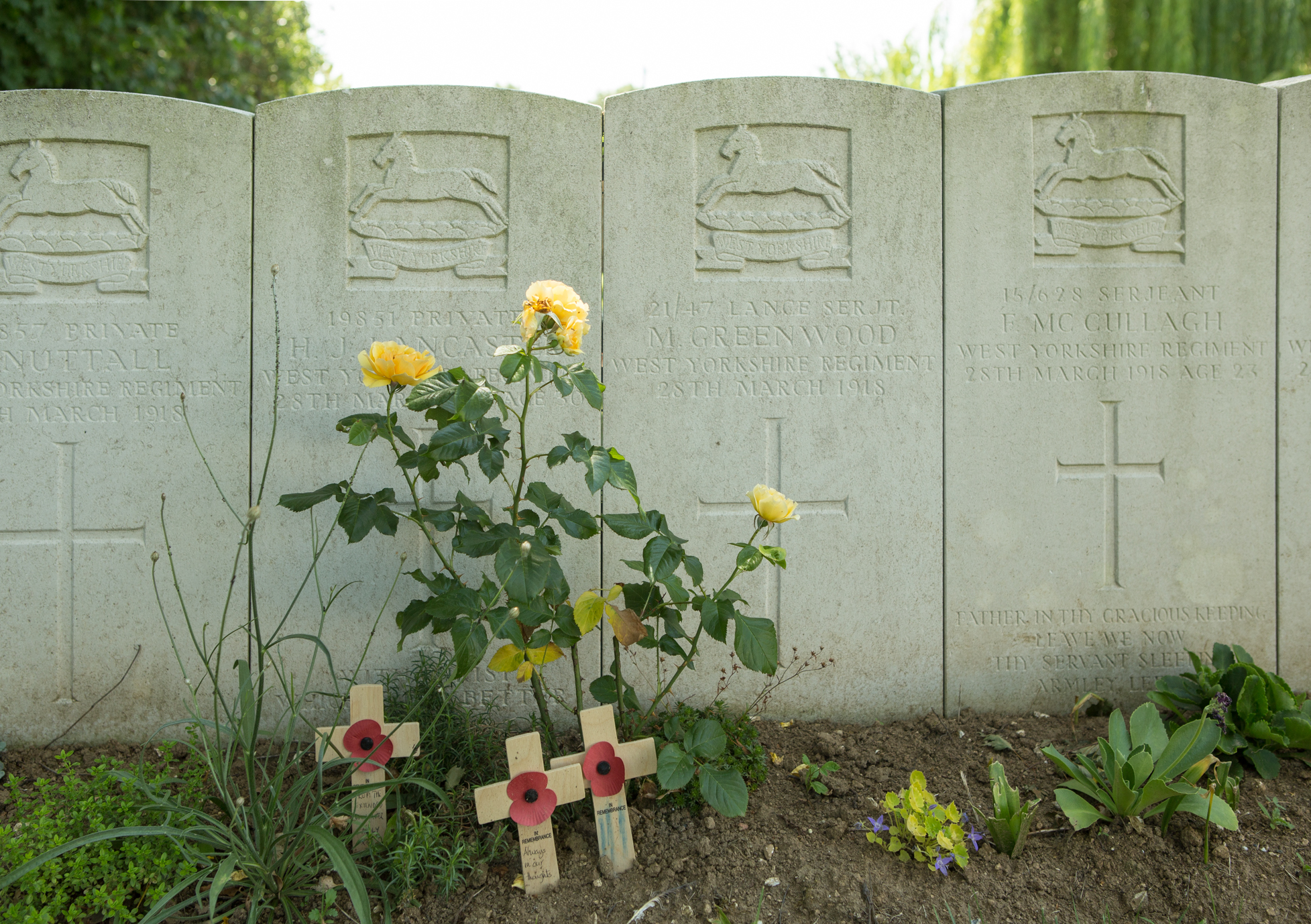
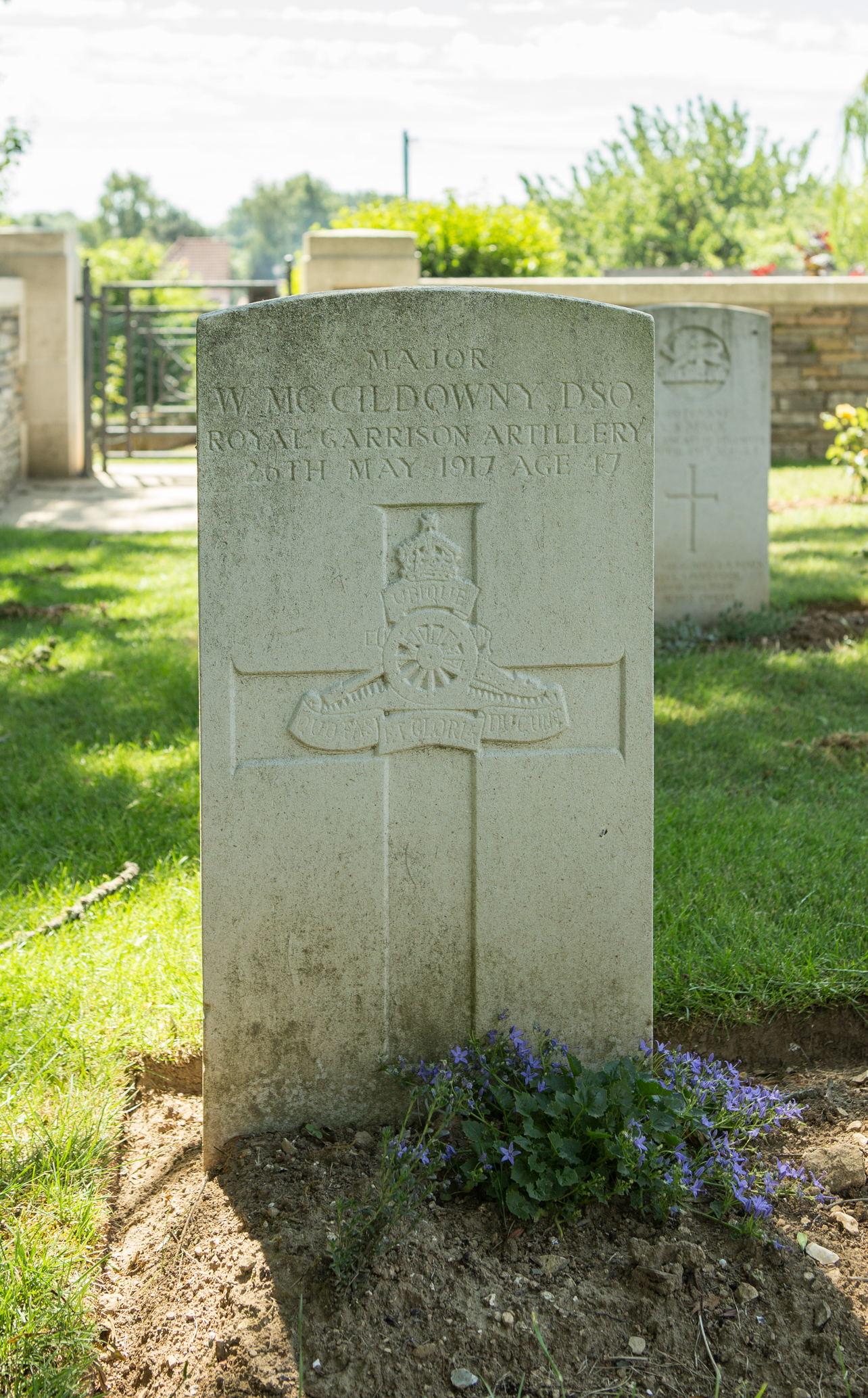

## Sépultures
| Pays           | Sépultures |
| -------------- | ---------- |
| Royaume-Uni    | 189        |
| Afrique du Sud | 2          |
| Total          | 191        |

## Pour approfondir